# De Crypte (museum)
De Crypte, voorheen Kijk-je kerk-kunst, is een Historisch-religieus museum in de Limburgse stad Gennep en gehuisvest in de crypte van de Sint-Martinuskerk. Het museum is bekend om zijn bijzondere nonnenpoppen, grote collectie Mariabeeldjes en verscheidene kostbare tapijten.

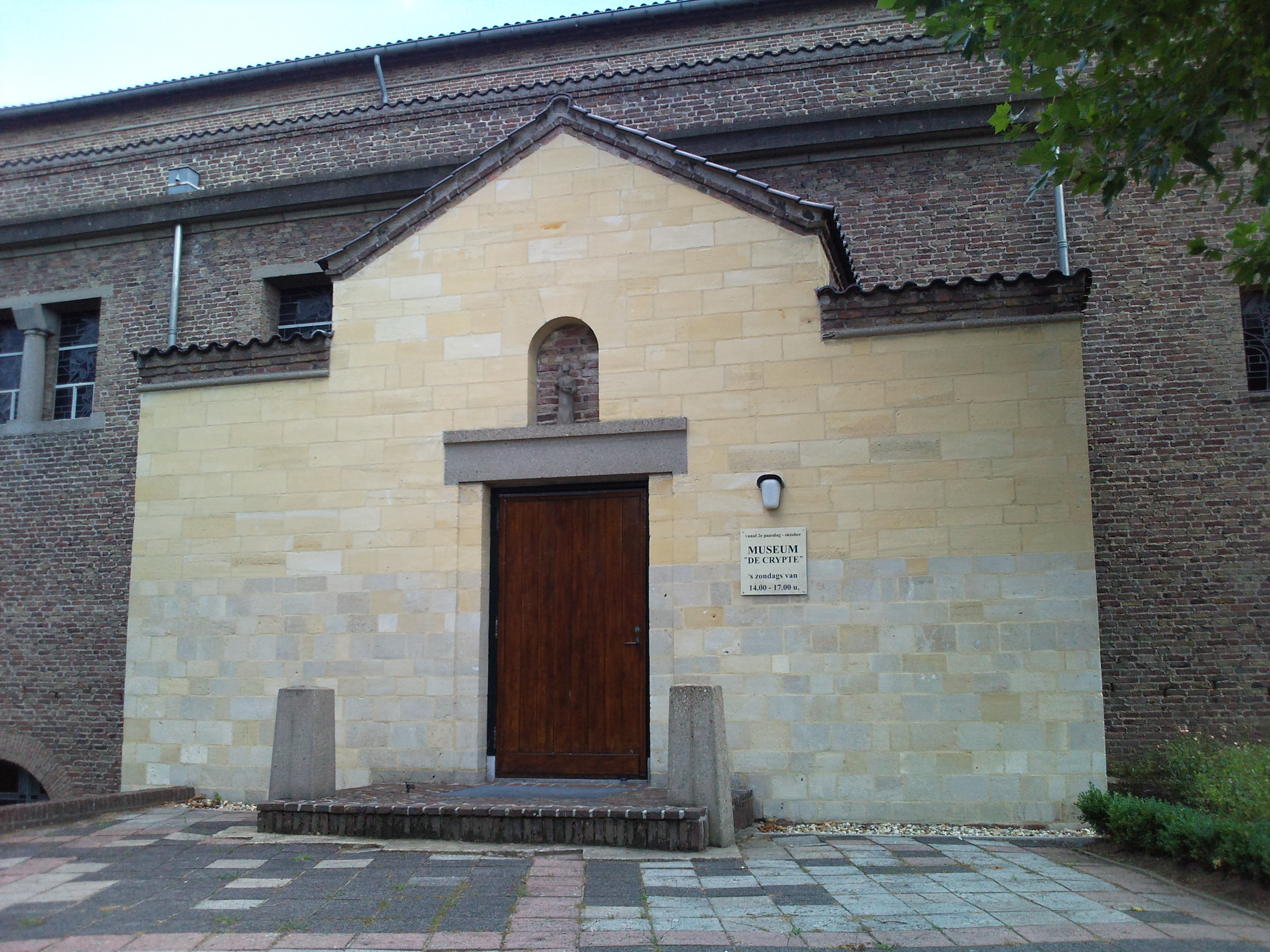
Ingang van het museum, aan de zijkant van de kerk

Het museum is iedere zondagmiddag geopend.

## Geschiedenis
Bij de ingebruikname van de Sint-Martinuskerk in 1954 gebruikte men de crypte lange tijd voor kindermissen. Er waren circa 500 plaatsen. Bij het teruglopende kerkbezoek in de jaren 60 van de twintigste eeuw werd de benedenkerk gesloten.
In 1983 werd na een lange periode van leegstand onder aanvoering van deken Huisman begonnen met de inrichting van een religieus museum, hoofdzakelijk met allerlei voorwerpen uit de vroegere Sint-Martinuskerk. Geleidelijk aan zijn er andere voorwerpen bij gekomen, geschonken of gekocht.
Het museum werd op tweede paasdag 1984 officieel geopend onder de naam Kijk-je kerk-kunst. In 2009 werd het museum tot De Crypte hernoemd.
Tijdens de Limburgse watersnood van 1993 overstroomde de benedenkerk en heeft het Nierswater tot ongeveer 40 cm hoog in de crypte gestaan.

## Collecties

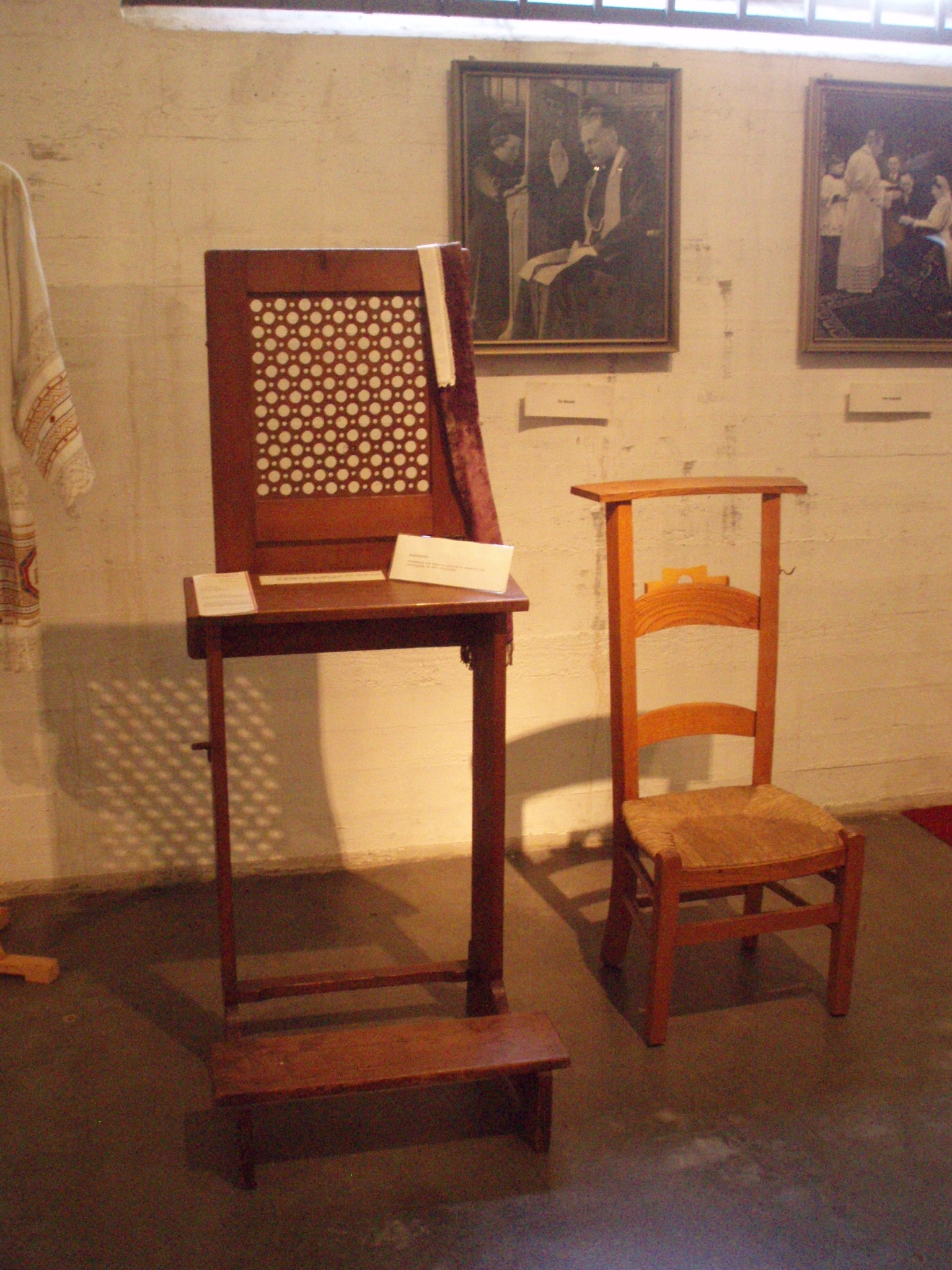
Biechtstoel en het H. Sacrament van de Biecht, een van de H. sacramenten

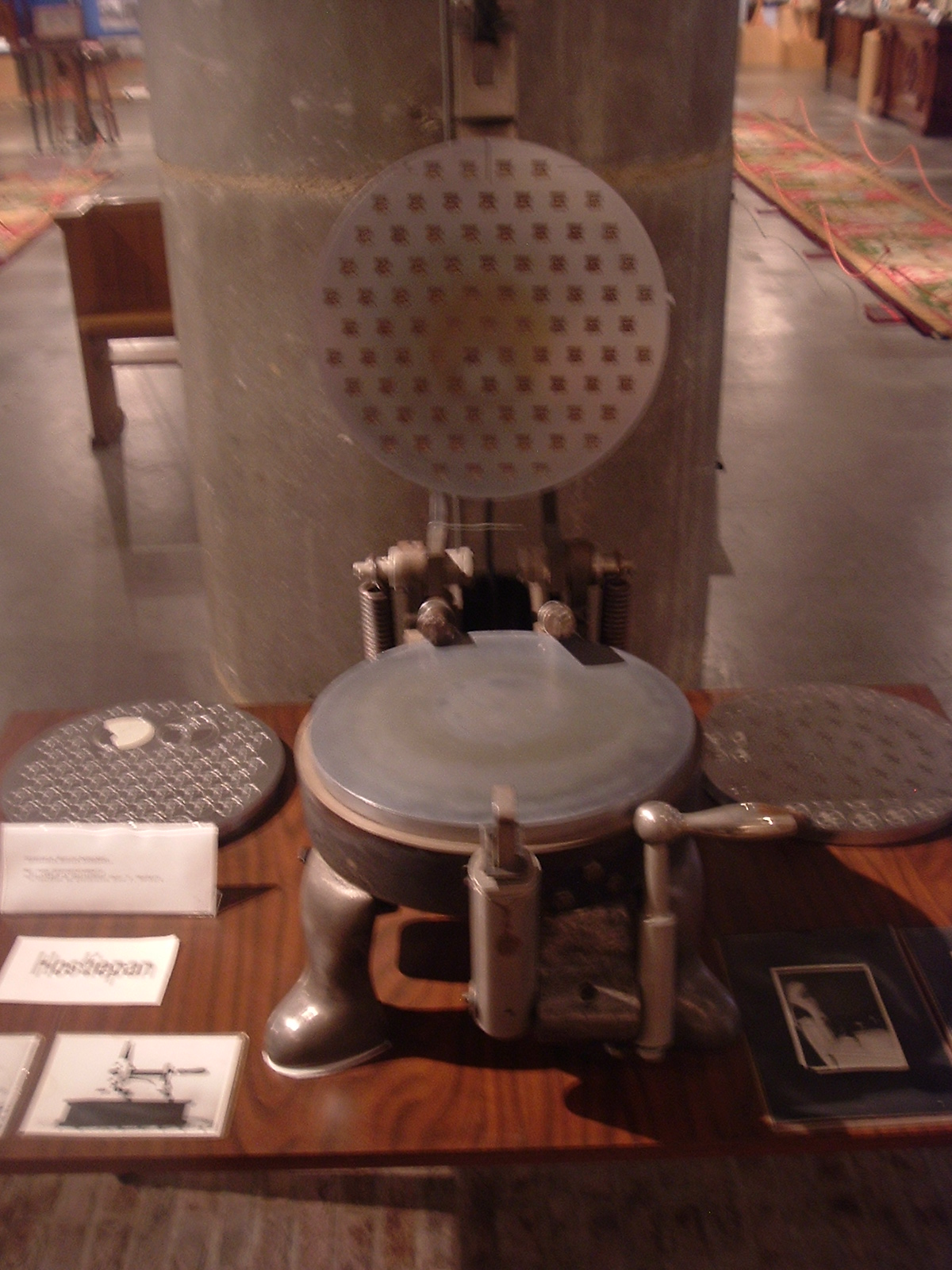
Hostie-ijzer voor het maken van hosties

In het museum is een grote diversiteit aan communiebanken, biecht- en preekstoelen, kelken, kandelaars, monstransen en vele soorten rozenkransen te zien. Ook de 14 decanaatskerken hebben als tekening een plaats gekregen en werden vereeuwigd door Charlotte Krebbers. Daarnaast is er een aantal vaste exposities.
Het museum herbergt circa 400 Mariabeelden en -beeldjes die in 1998 door mevrouw H. Baars aan het museum geschonken zijn. Het geheel is geëxposeerd in grote vitrinekasten, die de gehele achterwand van het museum in beslag nemen. De beeldjes zijn afkomstig uit heel Europa en daarbuiten, met name uit bedevaartplaatsen.
Ook zijn er tachtig nonnetjes in originele kledij opgesteld. Deze zijn afkomstig van het echtpaar Van Elferen uit Wijchen. De heer Van Elferen maakte de poppen en de attributen, terwijl mevrouw Van Elferen de kleding maakte volgens origineel model en vaak uit originele stof uit de kloosters. Het museum kon in 1998 na het overlijden van de heer Van Elferen de tachtig nonnetjes van mevrouw Van Elferen overkopen.
Daarnaast worden de zeven sacramenten van de Rooms-Katholieke Kerk op zeer bijzondere wijze uitgebeeld, ondersteund door foto's van de sacramenten van Brabantse fotograaf Martien Coppens.
Door het gehele museum liggen tapijten afkomstig uit de voormalige Sint-Josefkerk in 's-Hertogenbosch. Deze kerk was in beheer van de Redemptoristen die de tapijten aan het museum in bruikleen hebben gegeven. De tapijten zijn met een kruissteek vervaardigd en dateren uit de periode 1890-1896.
Op het Mariatapijt is Jeruzalem afgebeeld. Jeruzalem wordt als Bruid van de Heer beschouwd, zoals Maria. Ook zijn er vele verwijzingen naar de eretitels van Maria in het tapijt terug te vinden. Opmerkelijk is dat de Gouden Poort in de stadsmuur van Jeruzalem geopend is; volgens de joodse traditie zal dit pas gebeuren op de dag dat de Messias er triomfantelijk door naar binnen zal treden. Daarnaast is o.a. de Slag bij Lepanto afgebeeld, waarbij volgens de christelijke overleveringen de christenen aan de winnende hand waren, zo lang de rozenkrans gebeden werd.
De Mozes-loper laat in 14 afbeeldingen het leven van Mozes zien: van het biezen mandje tot het hemelse manna en de dood van Mozes. De loper is uitgelegd in een looppad, hoewel men er niet overheen dient te lopen.
In het tapijt met de Ark van Noach zijn verschillende symbolen aangebracht. Zo zijn bijvoorbeeld de zeven sacramenten uitgebeeld, de vier windstreken en de twaalf sterrenbeelden van de dierenriem. Ook facetten uit het leven van Noach komen terug: zo zijn Noachs vrouw en drie zonen afgebeeld.
Het vierde kleed, de Atlas Redemptoristen, geeft een beeld van de activiteiten van de kloosterorde. Het wapen van de stichter van deze orde, H. Alfonsus, en het wapen van de congregatie zijn te zien. Het tapijt werd in 1894 geschonken door, zoals het tapijt zelf vermeld, enkele vrome vrouwen van Den Bosch, wier namen staan opgetekend in het boek des levens.